# Démouville
Démouville település Franciaországban, Calvados megyében. Lakosainak száma 3017 fő (2022. január 1.). Démouville Banneville-la-Campagne, Cagny, Cuverville, Giberville és Sannerville községekkel határos.

## Népesség
A település népességének változása:
| Lakosok száma | 1045 | 2165 | 2495 | 3143 | 3281 | 3222 | 3189 | 3117 | 3063 | 3017 |
|               | 1968 | 1982 | 1990 | 2006 | 2013 | 2015 | 2017 | 2019 | 2020 | 2022 |